# Tanegashima-luntlåsbössa

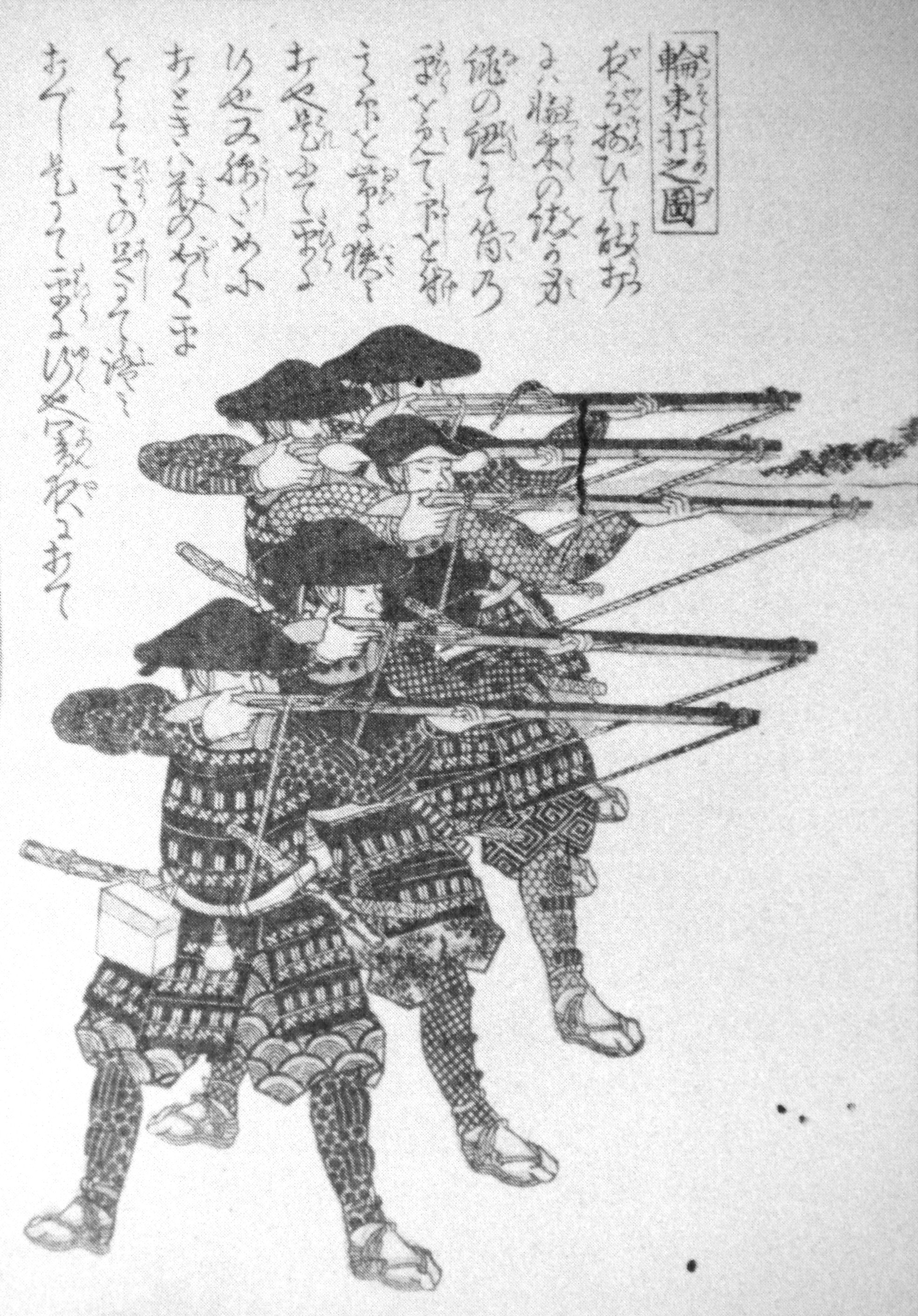
Japanska ashigaru-fotsoldater med anlagda Tanegashima-luntlåsbössor.

Tanegashima-luntlåsbössa (japanska: 種子島), eller hinawajū (japanska: 火縄銃, "luntlåsbössa") som det huvudsakligen kallas inhemskt, var en familj japanska arkebuser med luntsnapplås som användes från slutet av sengokuperioden fram till början av edoperioden (1543–1603) i Japans historia och vidare i mindre skala fram till mitten av 1800-talet när flintlås och slaglås introducerades efter att Japan börjat öppna sina gränser till omvärlden 1854.
Massproduktion av tanegashima-luntlåsbössor började nästan direkt efter luntsnapplåsets introduktion till Japan och inom kort förändrade det kraftigt krigföringen i landet. Vapen av typen användes både av samurajklassen (den japanska militäradeln) och deras ashigaru-fotsoldater och förekom i varierande längd, från handbössor till vallbössor. För att anläggning med rustning ska kunna ske saknar de traditionellt gevärskolv. En dryg halvmeter lång karbinvariant, bajōzutsu (japanska: 馬上筒, "ryttericylinder"), fanns för beridet kavalleri.

## Historia

### Sengokuperioden (1543–1603)

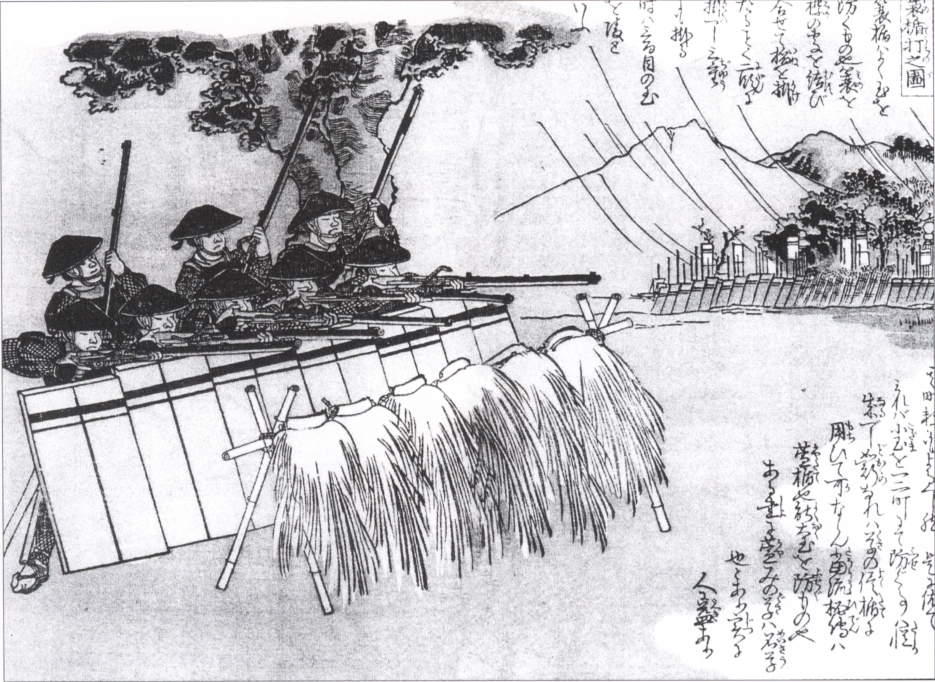
Japanska ashigaru-fotsoldater med anlagda Tanegashima-luntlåsbössor bakom värnsköldar – tate.

Namnet tanegashima kommer från den japanska ön vid samma namn – Tanegashima – där vapnet först introducerades. År 1543 drevs en kinesisk djonk till ankar vid ön av en storm. Ombord fanns två portugisiska äventyrare och av dessa köpte öns herre, Tanegashima Tokitaka (1528–1579), två luntsnapplåsbössor vilka han hade för avsikt att kopiera. En svärdssmed vid namn Yaita Kinbee Kiyosoda sattes i arbete med att kopiera pipan och avfyrningsmekanismen. Större delen av vapnet kunde enkelt kopieras men problem uppstod vid borrningen av pipans infästning för slutstycket, en teknik som inte fanns i Japan vid tillfället. Portugiserna hade vid detta tillfälle fixat sitt skepp och lämnat ön, varför en portugisisk smed fördes tillbaka till Japan följande år för att lösa problemet.
Inom några år förändrade dess införande i strid hur krig utkämpades i Japan och inom tio år efter introduktionen rapporterades över 300 000 tanegashima-luntlåsbössor ha tillverkats. Trots vapnets fördelar jämte pilbågen kom det aldrig att helt ersätta den japanska långbågen – yumi. Även om japanerna utvecklade olika tekniker för att förbättra vapnets brister, särskilt dess långsamma eldhastighet och oförmåga att skjuta i regn, förblev den underlägsen yumin i dessa avseenden och den senare fortsatte att vara ett viktigt vapen på slagfältet.

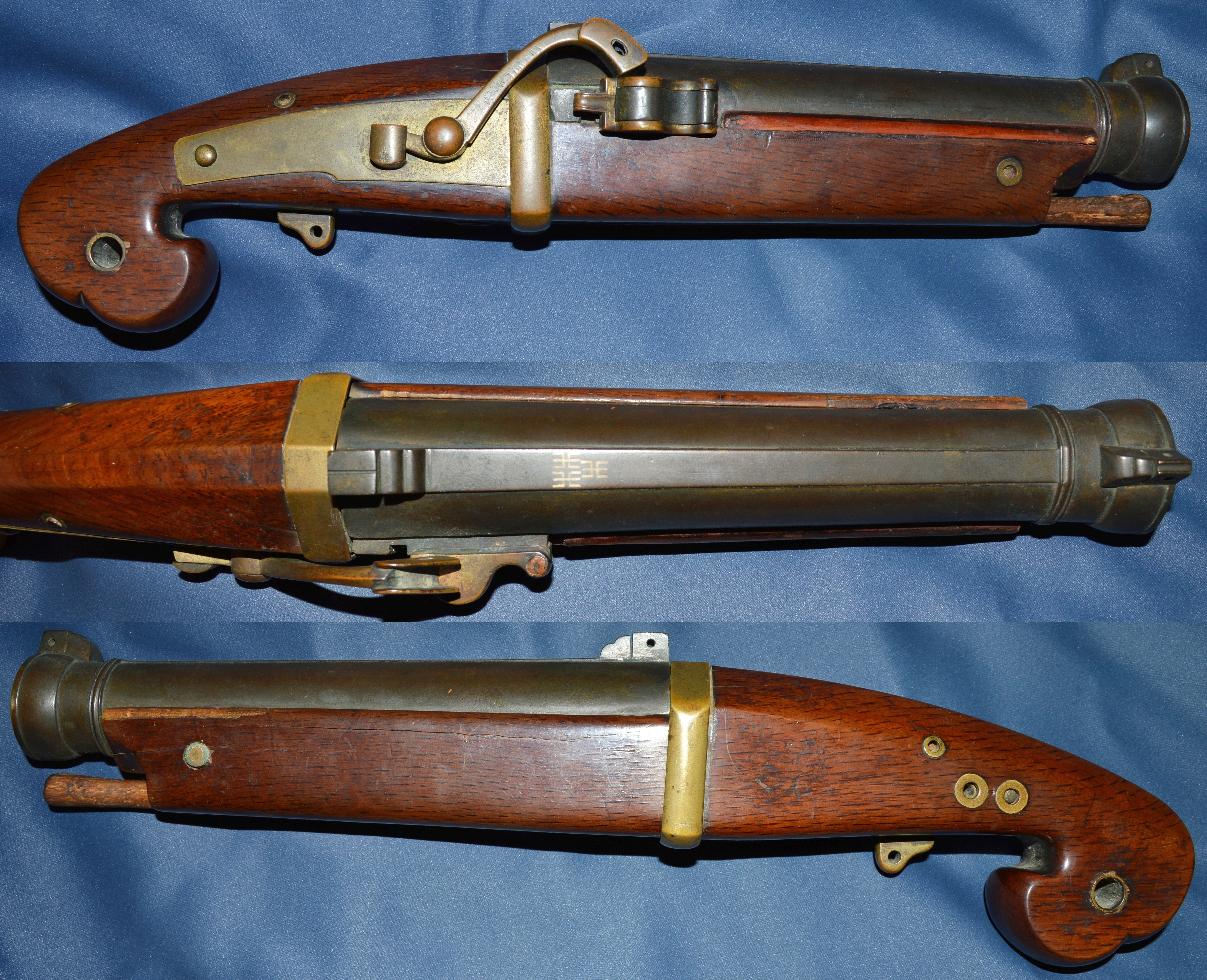
Kort handbössa.
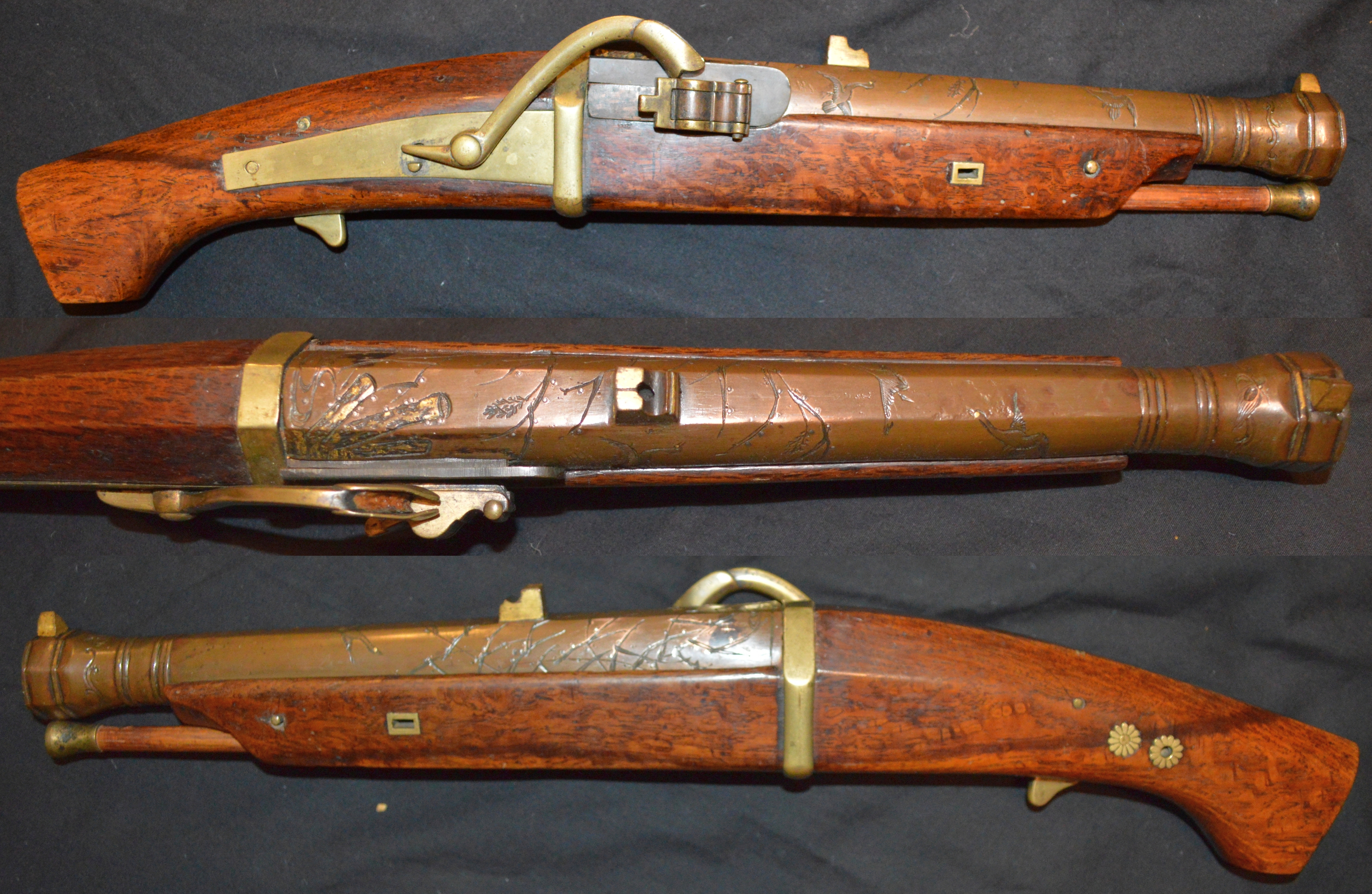
Lång handbössa.
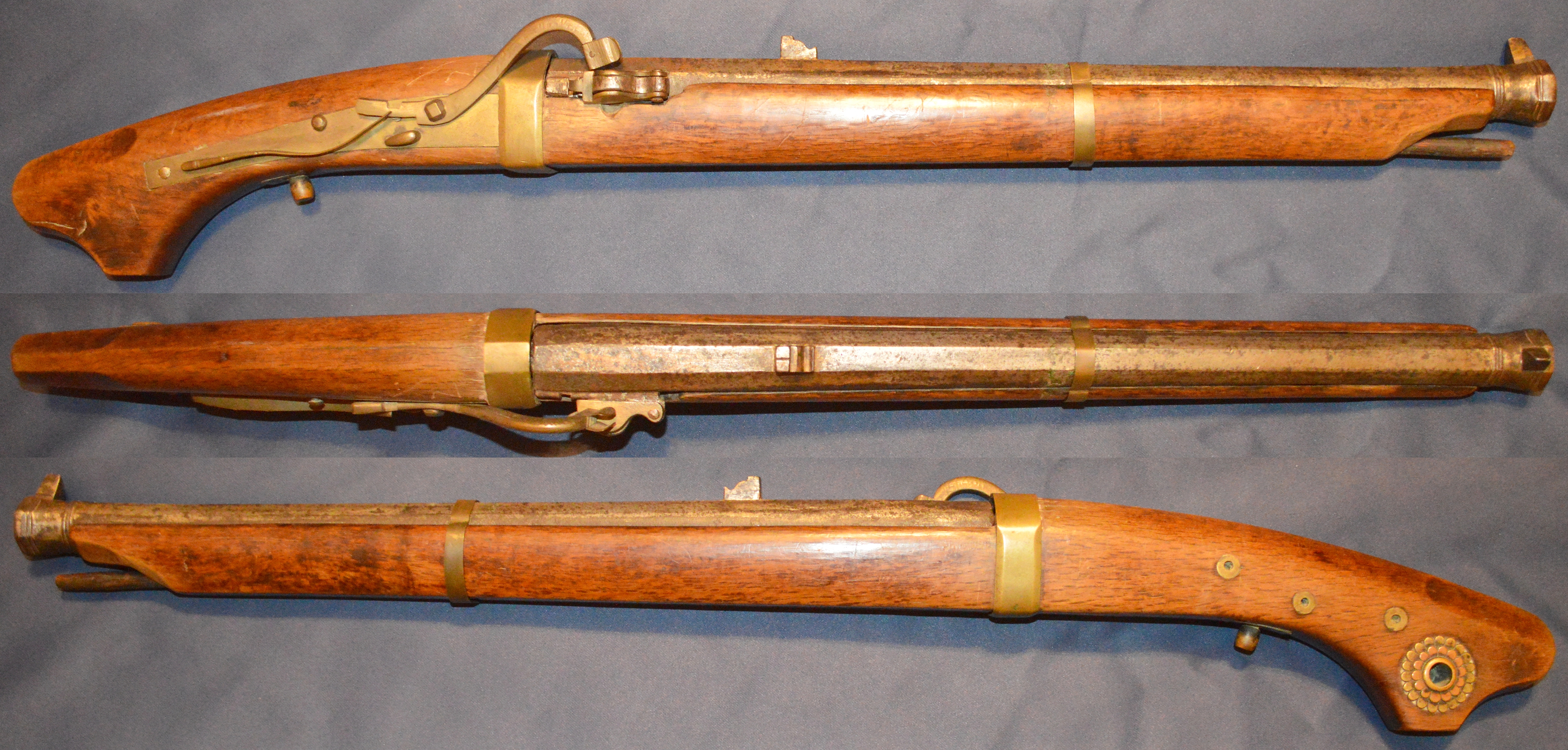
Bajōzutsu-kavallerikarbin.
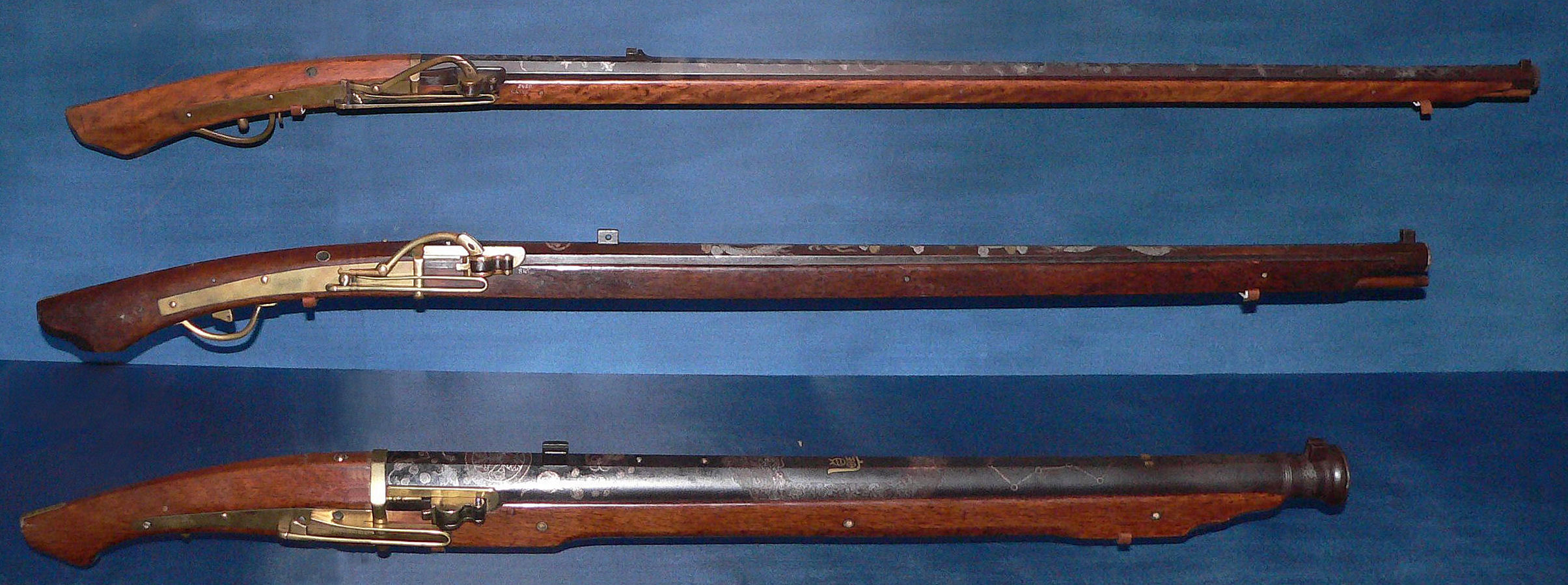
Luntlåsbössor i olika längd.

Efter att Tokugawa Ieyasu hade besegrat Toyotomi-klanen i belägringen av Osaka och etablerat Tokugawa-shogunatet (tredje shogunatet) började den relativt fredliga Edoperioden och användningen av tanegashima-luntlåsbössor minskade. Efter etableringen av Tokugawa-shogunatet antogs 1603 en isolationistisk utrikespolitik och Japans gränser stängdes för omvärlden, med undantag för Nederländerna och Kina som kunde bedriva handel vid ett begränsat antal hamnar.

### Edoperioden (1603–1854)

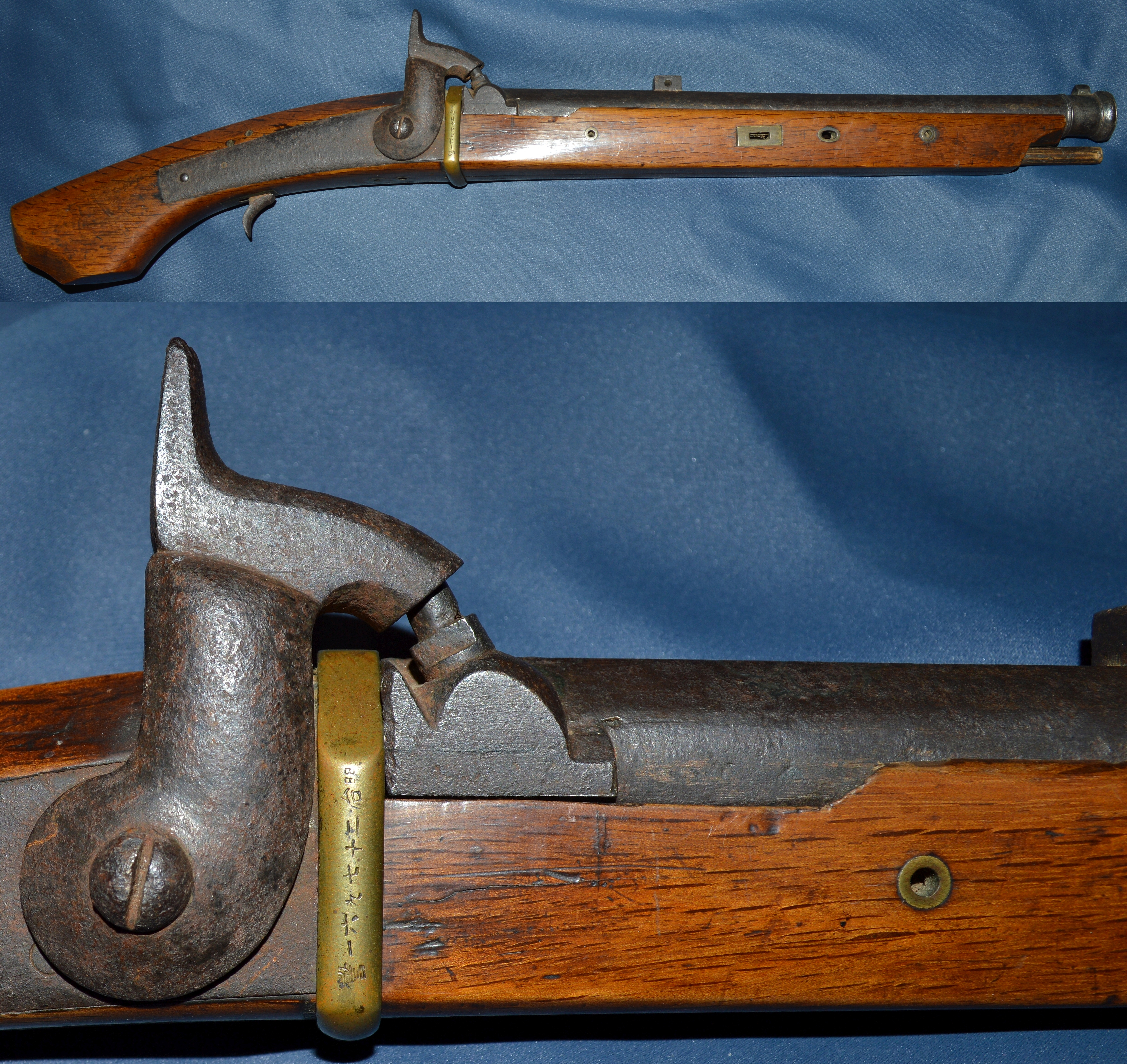
Japansk slaglåspistol från 1800-talet, möjligen konverterad från en Tanegashima-luntlåsbössa med luntsnapplås.

Fredligheten och utlandshandelns begränsning för Edoperioden gjorde att landet ej kom i kontakt med eller behov av modernare avfyrningsmekanismer, varav luntsnapplåset förblev den enda mekanismen hos japanska eldvapen fram till början av 1800-talet, då ökat behov att skydda Japans gränser mot utländska intrång uppstod.
Genom rangaku – studiet av västerländska vetenskaper genom nederländarna i slutna Japan – började experiment med luftgevär under 1820-talet och flintlås från 1828. Från 1840-talet började Nagasaki-samurajen Takashima Shūhan importera nederländska flintlåsvapen kända som "geweer" och 27 juni 1841 utförde han den första moderna västerländska militärdemonstrationen för Tokugawa-shogunatet i Tokumarugahara (norr om Edo, dagens Tokyo).
År 1854 påtvingade USA genom kanonbåtsdiplomati, ledd av sjöofficeren Matthew C. Perry, ett handelsfördrag mellan USA och Japan, det så kallade Kanagawafördraget, som betecknar början på det japanska rikets öppnande för västerländskt inflytande, varefter moderna eldvapen med slaglås började ersätta de föråldrade luntsnapplåsen i Japan. Ansträngningar gjordes för snabbt att upprusta Japan med moderna skjutvapen och gamla Tanegashima-luntlåsbössor återfanns och konverterades till flintlås- och slaglåsmekanismer.